# Lieselotte Kinskofer
Lieselotte Kinskofer (* 5. Dezember 1959 in Langquaid, Niederbayern, Bayern) ist eine deutsche Autorin. Sie schreibt Kinder- und Jugendbücher, Drehbücher und Kriminalromane. Ihre fiktionalen Texte schreibt sie unter dem Namen Lotte Kinskofer.

## Leben
Lieselotte Kinskofer verbrachte ihre Kindheit in dem niederbayerischen Markt Langquaid und machte ihr Abitur an einem Gymnasium in Regensburg. Anschließend studierte sie Germanistik, Anglistik und Kommunikationswissenschaften an der Ludwig-Maximilians-Universität in München. Sie schloss die Studien mit dem Titel einer Magistra Artium ab und promovierte später über den Briefwechsel von Clemens Brentano.
Nach dem Studium arbeitete Lieselotte Kinskofer als freie Journalistin sowie angestellte Redakteurin für bayerische Tageszeitungen (z. B. Fränkische Landeszeitung, Süddeutsche Zeitung, Münchner Merkur) sowie das Bayerische Fernsehen.
Seit 1994 konzentriert sich die Autorin auf die freie literarische Arbeit. In dieser Zeit entstanden neben zahlreichen Romanen auch Drehbücher für das Fernsehen. So schrieb sie u. a. Folgen der Telenovela Sturm der Liebe, der ARD-Serien Lindenstraße und fabrixx, der ZDF-Serie Herzflimmern sowie der SWR-Serie Die Fallers. Daneben betätigt sich Lieselotte Kinskofer als Dozentin bei Drehbuchseminaren.
Die Autorin lebt im Münchner Stadtteil Pasing.

## Werk
Kinskofer lässt in ihren Kinderbüchern die Erfahrungshorizonte von Kindern und Erwachsenen kollidieren. Sie zeigt, dass Kinder ihre Phantasie viel unbefangener einsetzen, als die Erwachsenen es ihnen zutrauen oder gestatten wollen. Ihre jungen Protagonisten zeichnen sich durch eine erhebliche Widerstandsfähigkeit aus und sind nicht geneigt, die Konventionen ihrer ausgewachsenen Gesprächspartner unbesehen zu übernehmen. Daraus entstehen Situationen und Lerneffekte, die Kinskofer mit großem Verständnis, Einfühlungsvermögen und Sympathie für das kindliche Denken beschreibt.
In ihren beiden Romanen über den „Klavierling“ – einen fingerlangen Jungen, der gewissermaßen als musikalisches Heinzelmännchen in einem Klavier lebt, klingt eine Idee an, die Erich Kästner in seinen Romanen um „Den kleinen Mann“ bearbeitete. Lieselotte Kinskofer entwickelte das Motiv konsequent weiter und fügte ihm (sie ist selbst eine begeisterte, wenn auch nicht professionell auftretende Organistin) u. a. die Bedeutung der Musik für die Persönlichkeitsbildung hinzu.
Kinskofers Kriminalromane spielen überwiegend in der Oberpfalz. In den bisher erschienenen Teilen der Serie schickt die Autorin den mittelmäßig begabten, oft an den Lebensumständen scheiternden, selbstunsicheren und wenig ambitionierten Lokaljournalisten Thomas Reitinger in die Untiefen lokaler Beziehungsgeflechte. Aus dem Gegensatz zwischen dem Unwillen der Hauptperson, sich mit dem Filz und der Engstirnigkeit seiner Heimat zu befassen und der Dynamik, die sich aus den Ereignissen ergibt, macht Kinskofer eine spannende und humorvolle Dramaturgie.
Die Autorin veröffentlicht häufig Kurzgeschichten in Anthologien oder Zeitschriften (z. B. in der werbefreien Kinderzeitschrift Gecko). Einige ihrer Bücher hat sie in Kooperation mit einem anderen Autoren verfasst, etwa mit Anke Bahr.

## Bücher

### Nonfiktionale Literatur
- Clemens Brentano. Sämtliche Werke und Briefe/Briefe I 1792–1802: Historisch-Kritische Ausgabe/Text, Überlieferung, Lesarten, Datierung zusammen mit Anne Bohnenkamp-Renken (Kohlhammer Verlag, Stuttgart 1989; ISBN 978-3-17007-938-0)
- Clemens Brentano. Sämtliche Werke und Briefe/Erläuterungen zu den Briefen III 1803–1807: Historisch-Kritische Ausgabe zusammen mit Anne Bohnenkamp-Renken (Kohlhammer Verlag, Stuttgart 2005; ISBN 978-3-17018-482-4)
- Lesen, Verstehen, Interpretieren – Faszination Literatur zusammen mit Stefan Bagehorn (BRW-Service, München 2001 + 2008; ISBN 978-3-80583-444-5)
- Die wirkungsvolle Rede und Präsentation – Das Buch zur Fernsehserie BR-Alpha zusammen mit Willi Zander (TR-Verlagsunion, München 2000; ISBN 978-3-80583-446-9)
- Reden, Schreiben, Präsentieren – Mit Texten arbeiten zusammen mit Stefan Bagehorn (BRW-Service, München 2001 + 2008; ISBN 978-3-80583-443-8)
- Lesen, Zappen, Surfen – Der Mensch und seine Medien zusammen mit Stefan Bagehorn (Brmedia Telekolleg, München 2011)

### Kinder- und Jugendbücher
- Der Klavierling (Palazzo Verlag, Zürich 1999; ISBN 978-3-90758-811-6)
- Wie der Klavierling sich verliebte (Bajazzo Verlag, Zürich 2002; ISBN 978-3-90758-833-8)
- Der Tag, an dem Marie ein Ungeheuer war mit Illustrationen von Verena Ballhaus (Bajazzo Verlag, Zürich 2001; ISBN 978-3-90758-823-9)
- Gemeinsam bin ich stark mit Illustrationen von Verena Ballhaus (Bajazzo Verlag, Zürich 2008; ISBN 978-3-90758-895-6)
- SMS – Sarah mag Sam (dtv, München 2009; ISBN 978-3-42307-615-9)
- Aufgeflogen (dtv, München 2011; ISBN 978-3-42378-255-5)
- Schwarzer Schnee (dtv, München 2012, E-Book)
- Wach auf und schrei! (dtv, München 2015; ISBN 978-3-42371-610-9)
- Spring in den Himmel (dtv, München 2013; ISBN 978-3-42378-271-5)

### Romane für Erwachsene
- Agentur der bösen Mädchen (Reclam-Verlag, Leipzig 1999; ISBN 978-3-37901-649-0)
- Die Sextanten (Reclam-Verlag, Leipzig 2002; ISBN 978-3-37920-042-4)
- Hermann für Frau Mann zusammen mit Anke Bahr (Gmeiner Verlag, Meßkirch 2011; ISBN 978-3-83921-205-9)

### Krimis
- Heimvorteil – Oberpfalzkrimi (Prolibris Verlag, Kassel 2007; ISBN 978-3-93526-346-7)
- Grabenkämpfe – Oberpfalzkrimi (Prolibris Verlag, Kassel 2008; ISBN 978-3-93526-360-3)
- Wirtshaussterben – Oberpfalzkrimi (Prolibris Verlag, Kassel 2009; ISBN 978-3-93526-367-2)
- Die ganze Wahrheit über das Dirndl im Moor zusammen mit Anke Bahr (Prolibris Verlag, Kassel 2015; ISBN 978-3-95475-105-1)
- Reitinger kehrt zurück – Regensburg Krimi (Prolibris Verlag, Kassel 2016; ISBN 978-3-95475-128-0)
- Zum Sterben zu viel (ars vivendi Verlag, Cadolzburg 2021; ISBN  978-3-74720-233-3)